# Yak-1 (航空機)
Yak-1 / Як-1
Yak-1
- 用途：戦闘機
- 分類：陸上戦闘機
- 設計者：ヤコヴレフ設計局
- 製造者：第292工場、第301工場
- 運用者： ソビエト連邦
- 初飛行：1940年1月13日（I-26-1）
- 生産数：8,700機
- 生産開始：1940年
- 退役：1950年
- 運用状況：退役
- 派生型：Yak-3

Yak-1（ヤク1；ロシア語:Як-1）は、ソ連で開発された戦闘機。第二次世界大戦中盤までの赤色空軍や労農赤色海軍航空隊（ソ連海軍航空隊）、防空軍戦闘機航空隊の主力戦闘機となった。ナチス・ドイツ軍との戦闘におけるソ連軍反撃の序盤に活躍し、またその後の一連のヤク戦闘機の始祖となったため、ソ連側では「最も偉大な戦闘機」のひとつとして記憶されている。

## 名称
名称は日本語文献では日本語のローマ字表記に従って「Yak-1」と書かれるか、そのローマ字読みで「ヤク1」と書かれることが多いが、一方で「Jak-1」と書かれることもある。これは、言語によってロシア語の文字の転写が異なることに由来する。ドイツやポーランド、チェコなどの東欧圏では、使用言語の発音表記上の規則に従って「Jak-1」と書かれることが専らである。また、ソ連科学アカデミー（現ロシア科学アカデミー）の採用した正式の転写法でも「Jak-1」となる。一方、ルーマニア語を用いるルーマニアやモルドヴァでは「Iak-1」と書かれる。その他、表記のバリエーションとしては、ロシア語でも他言語でも「ЯК-1」、「YAK-1」などとすべて大文字で書かれることもある。

## 開発
1930年代末、スペイン内戦やノモンハン事件ですでに性能不足を露呈していたそれまでの主力機に代わる新たな戦闘機の開発が、国内の各設計局に対し命ぜられた。以前より多くの戦闘機の開発に成功し「戦闘機の王様」と呼ばれていたポリカールポフに加え、ヤコヴレフ、ラーヴォチキン、ミグ、スホーイなど多くの設計局が新型戦闘機の設計に着手した。
1938年11月に新型戦闘機の開発を命ぜられたヤコヴレフ設計局では、設計局の頭文字をとったYa-26 (Я-26) の開発名称のもと初の本格的戦闘機の開発に取り掛かった。それまでヤコヴレフ設計局ではAIRシリーズやそこから生まれたUT-1 (AIR-14) やUT-2などの軽量飛行機の開発に成功してきたが、かねてより戦闘機の開発に強い関心を持っていたアレクサンドル・ヤコヴレフは、この千載一遇の機会にそれまでのものとは一線を画する新型戦闘機を生み出そうと努力した。設計された機体には、設計者同士の繋がりからクリーモフ設計局製のエンジンが搭載されることとなった。最初の計画では、1,350馬力の中高度用液冷V型12気筒M-106エンジンを搭載して、高度6,000 mにおいて最高速度620 km/h、着陸速度120 km/h、実用上昇限度11,000～12,000 m、高度10,000 mまでの到達時間9～11分、航続距離600 kmと想定され、武装は12.7 mm機関銃BSを1挺と7.62 mm機関銃ShKASを2挺としていた。
ヤコヴレフの設計局で開発されていた試作機の名称は、その種別の頭文字から取られた接頭語を用いたものに変更された (後のYak-2となるYa-22は、短距離爆撃機の語からBBを取りBB-22となった)。Ya-26は戦闘機を意味する語の頭文字であるI (И) に置き換えられ、I-26 (И-26)となった。

### I-26-1
試作1号機であるI-26-1の組み立ては、1939年10月1日にモスクワの第115工場で開始された。一方、搭載が予定されていたM-106エンジンは最初のM-106-Iの組み立てが第26工場で行われ、発表によれば最初の試験が1940年2月に実施され、その後4月には二度目の試験が行われた。しかしながら、このエンジンは完成が間に合わなくなったため、I-26は急遽、同クラスだが出力が1,050馬力に落ちるM-105Pを搭載する仕様に変更されることとなった。これに伴い武装は強化され、プロペラハブ上にモーターカノンとして20 mm機関砲 ShVAKを搭載し、エンジン上下に計4挺の7.62 mm機関銃 ShKASが配置されることとなった。降着装置は主輪の一部が露出する引き込み式とされ、その上げ下げには空気圧が使用された。また、ジュラルミン製分割式フラップも同様に空気圧によって作動するものとされた。I-26-1は後の量産機とは異なり、オイルクーラーはエンジン上部のシリンダーバンク間に配置され、カウルの上面に設けられたインテークから冷却空気を取り入れるようになっていた。また、過給機の空気取り入れ口も、機首下部ではなく胴体中心線上の主翼付け根下面に取り付けられていた。
I-26-1の組み立ては12月27日に完了し、12月30日にモスクワの中央飛行場へ送られた。完成したI-26は、これまで主力機を務めていたI-15やI-16にみられる「幅の広い寸詰まりの胴体」をもった機体とは一線を画す、優秀な速度性能を想起させるスマートな外貌をもって登場した。そのため、工場員からは「クラサーヴェツ」(Красавец)、つまり「美男子」と渾名された。
I-26-1は、年の明けた1月5日より飛行試験に入り、1月13日には初めて完全な飛行を果たした。試験飛行における操縦は、試験工場の主任パイロットであるユリアーン・ピオントコーフスキイによって行われた。この時は氷雪に覆われた冬季であったため、降着装置は車輪に代わり固定式のスキーに換装され、弾薬は搭載せず、燃料も部分的に搭載された状態で行われた。新型機の試験は緊張のなか続けられ、月内に10回の試験飛行が遂行された。その中で580 km/hの速度と5,000 mまでは5.2分という上昇性能を発揮し、また操縦性についても操作が軽くシンプルかつ容易であることが確認された。一方で試験は多くのトラブルに見舞われた。新型のM-105Pエンジンは信頼性が低く、オイル漏れが多発した。ラジエーターやオイルクーラーからの漏出もあった。プロペラもスロットルの急な操作を行うと、意図せぬピッチ角の変更が起きた。特に初飛行から報告のあったオイルの過熱は深刻であり、スロットルを全開にして2～3分の飛行を行なったあとは、ただちに飛行を中止せざるを得ない有様だった。これらの問題により、ピオントコーフスキイは15回もの不時着陸を余儀なくされた。これらの対処のため、異なるオイルクーラーが試され、ベアリングの過熱のためにエンジンは3度交換された。プロペラもそれまで装備していたVISh-52から同径のVISh-61Pに変更された。しかしながら、I-26-1は成功しなかった。4月27日、I-26-1は43回目となる試験飛行にて墜落し、ピオントコーフスキイの生命とともに機体は失われた。

### I-26-2

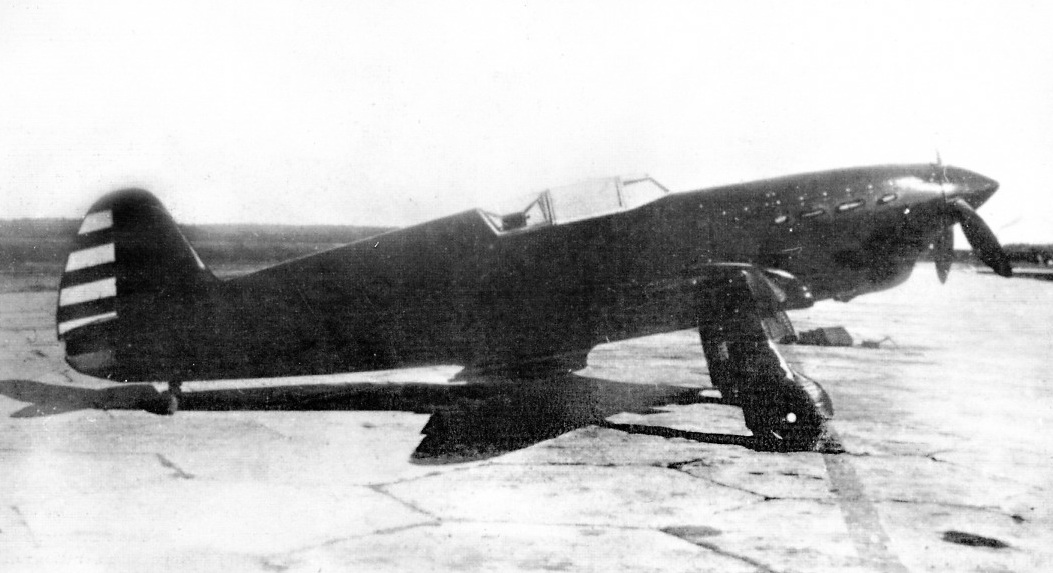
オイルクーラーを機首下部に移動したI-26-2

試作2号機であるI-26-2は、I-26-1の墜落以前の3月23日にセルゲーイ・コルズィーンシチコフの手によって初飛行を行っていた。I-26-2には、I-26-1の試験で明らかになった欠陥を修正するための多くの改善点が盛り込まれていた。オイルクーラーは円筒形からU字型のOP-235に変更のうえ、シリンダーバンク間から機首下部へ移設された。これに伴い、機首下部に配置されていた2挺のShKASは削除され、機首上部の2挺が残された。また、過給機用の空気取り入れ口は当初I-26-1と同じままであったが、機首下部に移動したオイルクーラーから熱を吸入することを防ぐため右主翼付け根に移動された。方向安定性を高めるため、垂直尾翼の翼弦も拡大されている。また、機体の軽量化と生産性と整備性の向上のための構造の簡略化として、降着装置のうち尾輪の引き込み装置を廃して固定式とした。
多くの改修を盛り込みながらI-26-2による試験は続けられていたが、I-26-1での墜落から間がなく原因調査も終わっていないため、I-200（後のMiG-1）とI-301（LaGG-1）が行ったような5月1日のメーデーにおけるお披露目は実現しなかった。I-26-2はコルズィーンシチコフの操縦により602 km/hの最高速度を記録したこともあったが、通常は590～595 km/hに留まった。試験はコルズィーンシチコフのほか何人かのテストパイロットによって行われた。その後、I-26-2は、1940年6月にはI-180やI-28（Yak-5の試作名称）、I-200、I-301と比較試験され、模擬戦において優れた成績を出した。
I-26-2は赤軍航空軍科学試験研究所 (NII VVS KA；Научно-испытательный институт (НИИ) ВВС КА) へ移され、6月1日よりピョートル・ステファノーフスキイ らによって厳しい国家試験が継続された。国家試験では52回の飛行が行われ、当機がI-16より100 km/h高速かつ容易な操縦性を有することが認められた。しかしながら、試験ではI-26-1の頃から問題となっていたオイルの過熱と主翼前縁の強度不足の問題により、G荷重やエンジンの回転数に制限が掛けられており、また深刻度の異なる123の欠陥が発見されたことから、国家試験に合格することはできなかった。

### I-26-3
3番目の試作機であるI-26-3は、1940年9月17日までに完成していた。I-26-2からさらにいくつもの改修が加えられており、外見上の変化としては過給機の空気取り入れ口は後の量産機と同じ左主翼付け根に移動されていた。更なる機体構造の強化が行われ、ようやく要求を満たす強度が得ることができた。これにより急降下による指示対気速度 (IAS) で635 km/hの速度に達することのほか、Gの制限内での曲技飛行やスピン試験も可能となった。設計局での試験は10月12日までに27回行われ、翌日からはNII VVSへ送られ国家試験が開始された。飛行制限のない試験は滞りなく進められ、量産に際し各種装備品を改善することを条件に試験を通過した。
I-26を含む新型戦闘機らは差し迫った戦局からその実戦配備が急がれ、機体は完成の域に達しないまま量産へと向かっていた。I-26-1からI-26-3にかけての試作機を通して欠陥を解消しつつ、I-26はYak-1の制式名称のもと量産が進められていった。

## 生産と配備
量産型Yak-1は、翌1941年に初飛行した。大祖国戦争（独ソ戦）緒戦においてドイツ戦闘機に大敗を喫したソ連空軍は、イギリスやアメリカ合衆国から戦闘機を輸入するとともに各設計局へ新型機の生産を急がせたが、いずれの機体も諸々の不具合や欠陥を露呈し、また工場の疎開に伴う混乱から、生産の遅れと機体規格の完全な不統一といった問題が生じた。もっとも順調な生産成績を出していたYak-1でさえ、まったく同規格の機体がひとつも存在しないというほど生産ラインは混乱した。
生産は、当初はモスクワのレニングラート大通り（レニングラーツキイ・プロスペークト）にあるヤコヴレフ設計局に隣接する第301工場 (GAZ-301) とサラトフの第292工場 (GAZ-292) の2ヶ所の工場で開始された。しかし、1941年秋以降のドイツ軍のロシア侵攻により、生産ラインはスヴェルドロフスク州カメンスク・ウラルスキーのGAZ-286へ、さらに1942年後期にはノヴォシビルスクのGAZ-153へと疎開を余儀なくされた。GAZ-153ではそれまでLaGG-3の製造が行われていたが、この戦闘機の不具合と生産の遅れによりYak-1へ生産ラインが回されたのであった。

## 構造

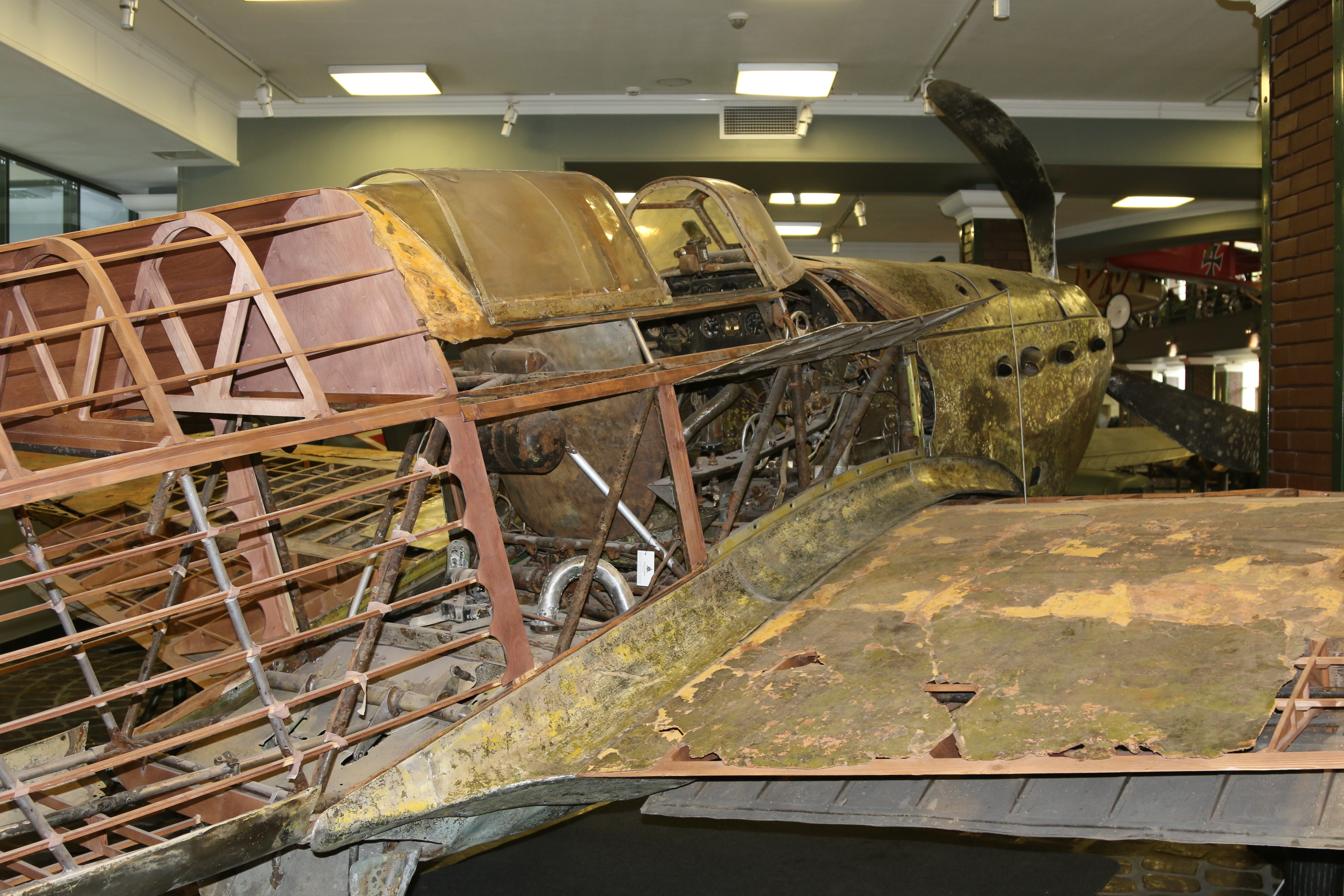
鋼管と木を組み合わせた混合構造

### 機体構造
Yak-1は当時の戦闘機の中でも最も軽量な機体のひとつであった。金属資源を節約するため機体は混合構造だった。すなわち、胴体の骨組みはクロマンシル（クロム・マンガン・シリカ鋼)製の溶接管で、機首外板はジュラルミン製、主翼は「デルタ合板」を含む木製構造、主翼と胴体の大半の外皮は合板、後部胴体から尾部までの下部と方向舵・昇降舵は羽布張りだった。

### エンジン
初期のYak-1は、液冷V型12気筒のレシプロエンジン M-105P（離昇1,050馬力）を搭載し、これにより最大580 km/hで飛行、高度5,000 mまでは5.4分以内に到達できた。その後は、改良型のM-105PAを経て、出力を強化したM-105PFに変更された。M-105PFエンジンは1942年6月4日から工場での搭載が始まり、1944年7月に生産が終了するまでの間標準のエンジンとなった。
プロペラは当初、直径3.0 mの全金属製3枚翅プロペラVISh-61Pを装備し、後に同径で同じ重量のVISh-105SVに置き換えられた。

### 武装
武装はすべて機首に集中しており、ShVAK 20 mm機関砲1門がエンジンのプロペラハブ軸上に、ShKAS 7.62mm機関銃2挺が機首エンジン上面に並べて搭載されていた。同時期に開発されたミグ機や後にレンドリースで渡ってきたHurricaneやP-40などは7.62 mmや12.7 mmの機関銃しか搭載しておらず、打撃力不足に悩まされていたのに対し、Yak-1が搭載するShVAKは大型の爆撃機を含め当時の多くの機体に対して致命打となりうる攻撃を加えることが出来た。LaGG-3の原型機が搭載していた23 mm機関砲 MP-6は信頼性が低く、量産に際して別の火器に置換されたのに対し、ShVAKは十分な働きを見せ、第二次大戦におけるソ連戦闘機の標準武装のひとつとなった。
ShKASは小口径で一発の威力には劣ったが、高い射撃速度により戦闘機など軽防御ではあるが軽快な動きを見せる機体に対し効果的であると考えられた。のち戦闘機の防御力の向上により7.62 mm機銃弾では威力不足となると、改良型のYak-1には12.7 mmのUB機関銃がShKASにかわって搭載されるようになった。当初はUBを2挺搭載したものもあったが、これは望ましくない重量の増加を招いたため、のちに1挺に減じている。
当初ShVAKの総弾数は120発で、UBSは200発であったが、1943年3月の第127バッチ生産機からはそれぞれ140発と240発に増量されている。

## 発展
Yak-1は、開発時の仮想敵機のひとつであったドイツ空軍のBf 109Eに対しては有利に戦闘を遂行する能力を持っていたが、大幅に性能が向上した新型のBf 109Fに対しては若干分が悪かった。そのため、登場直後からすでに機体の強化が強く求められた。
また、後方視界の悪さも深刻であった。幾度か改良作業が試行されたが、結局は抜本的な機体構成の変更が必要であることが明白となり、いわゆる「水滴風防」と呼ばれる形の操縦席風防を採用するため、後部胴体の高さが減ぜられた。風防ガラスの透明度の低さも問題で、一説には壜底から覗いているようだと形容され、品質向上が求められた。また、前方特に下方の視界が悪かった第一風防の形状は、Yak-1でもいくつかの型が試され、後継機の開発過程で徐々に改良されていった。水滴風防とVK-105PFエンジンをもつ機体は、Yak-1Bと呼ばれている。Yak-1Bの基本デザインは後継機の基本デザインを決定付け、戦後のYak-9Pまでそのデザインは基本的に変更されなかった。翼幅を減じた新しい主翼の採用により低空性能を向上したYak-1Mは、「最良のヤク戦闘機」と謳われるYak-3のもとともなった。
また、Yak-1の原型機 I-26から派生した練習機であるYak-7UTIは、戦闘機化に際しYak-1よりも優れた性能を示したため正式に戦闘機として採用され、Yak-1と並行して生産・運用された。そしてこれは、のちに中期以降の主力戦闘機となるYak-9に発展している。

## 実戦
Yak-1は、その登場時にソ連を取り巻いていた情勢から、対独戦の行われていたヨーロッパ・ロシア、ベラルーシを含むバルト海方面、ウクライナ、カフカース、ベッサラビア、黒海方面などでの活動が特に知られている。それまでの主力を務めていたI-16と比べて100 km/優速かつ操縦が容易であり、その安全性から事故もはるかに少なくなった。
熟練者が操縦すればドイツ空軍の主力戦闘機Bf 109にも劣らない高い能力を発揮し、多くのエース・パイロットも誕生した。数多くあるYak-1を装備した部隊の中で特に有名なのは、スターリングラード近郊の町サラトフの防空を司った第586戦闘飛行連隊である。この部隊は、戦前より著名な女性飛行家であったマリーナ・ラスコーヴァらのヨシフ・スターリンへの請願により結成され、女性パイロットにより構成されていた。そのため別名「女性戦闘飛行連隊」（Женский ИАП）と呼ばれ、多くの優秀な女性戦闘機パイロットを輩出した。特に、リディア・リトヴァクやエカテリーナ・ブダノワらは、この部隊から出発した女性エースとして知られている。リトヴァクはYak-1を駆りスターリングラードの戦いの時期に同空域で目覚しい働きを見せ、「スターリングラードの白百合」 (Белая лилия Сталинградаビェーラヤ・リーリヤ・スタリングラーダ) の名で一躍ヒロインに祭り上げられた。
その他、Yak-1を操縦した撃墜王・ソ連英雄は、ロシア出身のアレクセーイ・ミハーイロヴィチ・レシェトフ (Алексей Михайлович Решетов)、ミハイール・ドミートリエヴィチ・バラーノフ (Михаил Дмитриевич Баранов)、パーヴェル・イーリイチ・パーヴロフ (Павел Ильич Павлов)、インノケーンチイ・ヴァスィーリエヴィチ・クズネツォーフ (Иннокентий Васильевич Кузнецов)、パーヴェル・ペトローヴィチ・カラヴァーイ (Павел Петрович Каравай)、アレクセーイ・パーヴロヴィチ・シーシキン (Алексей Павлович Шишкин)、イヴァーン・フェオクチーストヴィチ・ポポーフ (Иван Феоктистович Попов)、アレクセイ・アレリューヒン、カザフスタン出身のセルゲーイ・ダニーロヴィチ・ルガーンスキイ (Сергей Данилович Луганский)、ウクライナ出身のニコラーイ・ブリャーク 、クリミア・タタール出身のアメト＝ハン・スルタンなど、枚挙に暇がない。
だが、大戦初期におけるソ連のパイロットは民間航空や航空クラブ、農業機のパイロットなど民間出身者が多く、操縦技術は優れていても戦闘技術がなっておらず、機体の不良と相俟ってドイツ軍戦闘機相手に苦戦を強いられていた。ソ連ではこうした多くの一般人民が優秀なパイロットとして祖国を守ったと宣伝していたが、実際には彼らの多くは個人の未熟な戦術と上層部の拙劣な戦闘指揮から悲惨な最期を遂げていた。対するドイツ空軍からは100機を超える撃墜数を誇る撃墜王が誕生していたが、彼らの戦果の多くはソ連軍相手に戦った東部戦線におけるものであった。ソ連は、ウクライナやベラルーシにおいて多大な犠牲を払い、首都モスクワやレニングラードを含むヨーロッパ・ロシアは大きな戦禍を被った。ドイツ軍は、電光石火の進撃により容易くソ連を粉砕しうるものと宣伝した。
しかし、経験を積んだソ連軍部隊は徐々にその能力を上げていった。戦闘機部隊では、Yak-1が絶え間ない努力によりいかなるドイツ軍戦闘機にも引けをとらない機体へと改良されていった。それ以上にパイロットの手腕は経験の蓄積により、技術的にも戦術的にも劇的に向上していった。大戦中期以降、ドイツ軍はかつてのような一方的な戦闘を行うことは不可能になっていった。ドイツ軍は多くの熟練者を戦闘で失い、指揮系統は混乱していた。また、占領地域での悪質な統治で嫌われたことも、戦争遂行の妨げとなった。ドイツ軍爆撃機部隊は長らくJu 87、Ju 88、He111、Do 17などを主力としていたが、強まるソ連軍防空戦闘機の反撃に対し機体の防御機銃を増設するなどの対策をとった。だが、機銃の増備や装甲板は重量の増加と飛行速度の低下を招き、ますます高速重武装化するソ連軍戦闘機の前に劣勢を強いられた。さらに、厳しい冬の気候もドイツ軍を苦しめた。もっともこれはドイツ軍側にとってのみのことではなくソ連軍側にとっても同様に厳しいものであったのだが、ソ連軍の装備の方が氷雪の中での稼働率に優れていた。Yak-1など多くの機体で、冬期専用の装備をもった機体も配備された。これは通常の車輪式降着装置にかえて「スキー板」を履かせたものであった。第一次世界大戦時より戦後のジェット機時代にいたるまで、航空機に「スキー板」を履かせることはソ連のひとつの伝統といえた。
スターリングラードの戦い以降のソ連軍の対独反撃の初期に目覚しい活動を見せたYak-1は、それ自体はドイツ軍戦闘機に対して圧倒的な優位を獲得するには到らなかったが、ドイツ軍への反撃の烽火を上げた新生ソ連軍の象徴的な戦闘機となった。「ヤク戦闘機」は朝鮮戦争においてMiG-15が登場するまでソ連戦闘機の代名詞となったが、その「輝かしい」歴史はYak-1から始まったのである。そのため、機体の抱えていた数々の欠陥にも拘らず、今日もロシアなどではYak-1を「最も偉大な戦闘機」のひとつに数え上げることも少なくない。

### 海外での運用
Yak-1はソ連のポーランド人部隊である第一戦闘飛行連隊「ワルシャワ」やソ連のフランス人部隊として機能した自由フランス空軍の「ノルマンディ・ニーメン」 （Normandie-Niemen「ノルマンディー・ニェメン」とも）でも運用され、ソ連人以外にも比較的なじみのあるソ連製戦闘機となったが、後継機であるYak-9が広く海外で運用されたため、Yak-1はそのほとんどがソ連国内で現役を終えた。例外はユーゴスラヴィアで、戦後ごく少数ではあるがYak-1が運用された。また、戦時中に捕獲されたいくつかの機体は黒い十字架を機体に描かれ、ドイツ空軍で試験運用された。

## 派生型

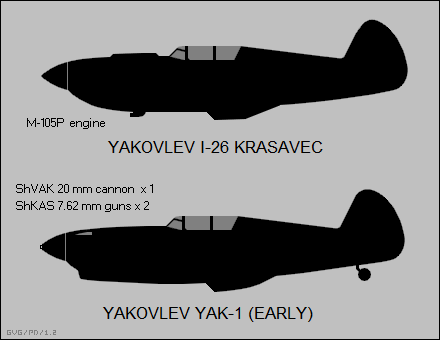
原型機 I-26とYak-1 (初期型)

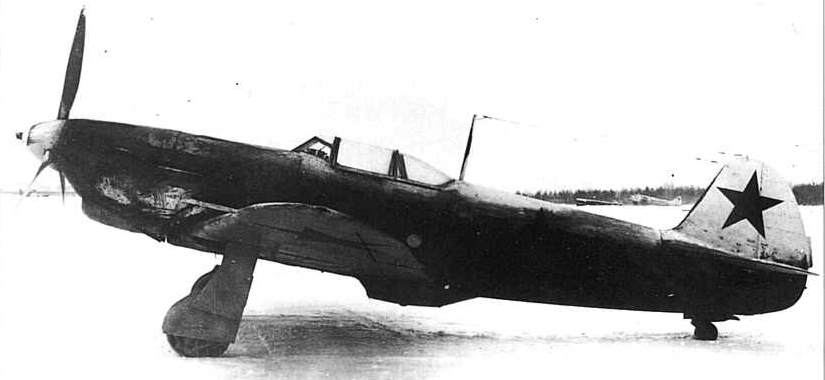
Yak-1B

Ya-26（Я-26）
1938年より開発が開始された試作戦闘機案。当初はM-106エンジンを搭載する予定であったが、エンジンの開発が間に合わなかったためM-105Pに変更された。実機はI-26として製造された。
I-26（И-26）
1940年に初飛行した試作戦闘機。Yak-1の原型となった。試作機は3 種設計され、それぞれI-26-1(またはI-26-I)、I-26-2(I-26II)、I-26-3(I-26III)と呼称された。エンジンはM-105Pを搭載した。I-26は、他の設計局の機体と比較試験され模擬戦において優れた成績を出した結果量産化が決定され、同年12月1日よりYak-1の制式名称で呼ばれることとなった。
UTI-26（УТИ-26）
1940年に初飛行した、試作教育練習戦闘機(Учебно-тренировочный истребитель)。武装や機体構造の簡略化により生産性を高めるとともに機体を軽量化した結果、操縦性能も向上した。ラジエーター位置は、後席の設置による重心移動を調整するため前方に移動させて主翼下面に取り付けられていた。これは、以降の発展型の標準構造となった。仕様の異なるUTI-26-1とUTI-26-2が製造され、試験ののちYak-7UTIとして量産化された。また、Yak-7UTIはその後戦闘機化されYak-7として採用、改良を加えつつYak-1と並行して量産され続けた。
I-28（И-28）
I-26-2から開発された試作高高度迎撃戦闘機。胴体が全金属製となり、1160馬力のM-105PDエンジンを搭載した。1940年に初飛行しYak-5の名称が与えられたが、量産はされなかった。研究成果は、Yak-7やYak-9の開発に生かされた。
I-30（И-30）
I-26から開発された試作戦闘機。主翼が全金属製となり、M-105Pエンジンを搭載した。ふたつの型が製作され、I-30-1が20 mm機関砲ShVAKを3門と7.62 mm機銃ShKASを2挺、I-30-2はさらにShKASを2挺増備と、I-26より重武装だった。1941年に初飛行しYak-3の名称が与えられたが生産されず、この名称はのちにYak-1Mの発展型である別の機体に用いられた。
Yak-1（Як-1）
M-105PAエンジンを搭載した基本型。1941年に初飛行、同年中には 攻撃戦闘機(Ударный истребитель型も開発されたが、これはYak-1に爆弾運用能力を付加した機体で名称はYak-1のままであった。この機体は、RS-82ロケット弾6 発または100 kgまでの爆弾2 発を搭載できた。また、冬季仕様として、車輪の代わりにスキーを装着した機体も多数存在した。この機体は若干速度性能等に低下が生じていたが、通常の車輪装備機が運用できないような条件下でも使用でき、大きな働きを残した。1941年9月から1942年2月にかけて830機近くが生産された。この機体も、正式の名称はYak-1のままであったが、俗に「冬のYak-1」（Як-1 «Зимний»）と呼ばれている。なお、冬季には通常の暗色系の機体迷彩は、白い塗料で塗り潰されていることが多かった。
Yak-1 M-105PF（Як-1 М-105ПФ）
1180馬力のM-105PFエンジンを搭載した試作機。1942年に初飛行。M-105PFは、その後Yak-1の標準エンジンとなった。
Yak-1 M-106P（Як-1 М-106П）
1350馬力のM-106-1skエンジンを搭載した試作機。1942年に初飛行。
Yak-1B（Як-1Б）
スターリングラート上空に登場したドイツ空軍新型戦闘機Bf109Gに対抗すべく開発された機体。Yak-1b (Як-1б) とも書かれる。エンジンをM-105PFに換装した。中央流体力学研究所 (TsAGI) で開発され、1942年に初飛行した。操縦席を改設計したことも大きな変更点で、風防の形状をそれまでの後部胴体へ直線的に繋がる空気力学的に優れていると考えられる形状から、より視野範囲に優れたいわゆる「水滴風防」へ変更した。このスタイルは、位置の変更や風防形状の改良などはあったものの、基本的には最後のYak-9P、及びジェット化されたYak-23まで受け継がれた。Yak-1Bは、20 mm機関砲のShVAK 1門と12.7 mm機銃のUB 1挺を搭載した。
Yak-1M（Як-1М）
すべてのドイツ戦闘機に勝る性能をもつ機体の開発を命ぜられたヤコヴレフ設計局が開発した改良型。大幅な改設計により機体を軽量化し、M-105PFを搭載した。「M」は「蚊」を意味する「モスキート」(москит) の略号である。操縦席は、Yak-1B同様に広視野性の「水滴風防」が採用された。それ以外に、主翼幅を80 cm減じ翼面積も小さくするなど大きな設計変更を行い、上昇力など低空における性能を高めた。一方、Yak-1の量産化に際し廃止された尾輪の引き込み装置は復活された。機体はYak-1Bと同じM-105PFエンジンを搭載して1943年2月15日に完成し、2月28日から6月7日まで工場試験、同日から7月4日まで国家試験を受け好成績を修めた。Yak-1Mは、パイロットからスピットファイアMk.Vを凌ぐ飛行性能と空中格闘戦力を認められた。欠点は、相変わらずの冷却システムの不良と灯火油の漏れ、そして無線装置の欠如であった。無線装置は次第に搭載されたが、雑音の多さで顰蹙を買った。8月、機体は採用の見込みを広げるためTsAGIにおいて風洞試験を行った。その結果は基本的に有望なものであったが、大幅な機体構造の変更が必要であることが明らかになった。武装も、MP-20とUB各1挺から軽量のShA-20M 1門とUBS 2挺に変更された。軽量化の努力により、Yak-1Mの総重量は装備の充実にも拘らず初期のYak-1より軽い2,660 kgであった。この機体ではYak-1開発当初の本命であったM-106-1skエンジンもテストされたが、結局採用はされなかった。M-106-1-skエンジンはYak-9でも試験されたが、結局このエンジンを搭載する量産機は製作されなかった。
Yak-1M M-107A（Як-1М М-107А）
Yak-1Mに、1450～1650馬力の液冷V字12気筒エンジンであるM-107A (のちのVK-107A)を搭載した機体。このYak-1Mは、1942年11月18日に高度6,250 mにおいて716 km/hの速度を記録した。だが、このときM-107Aはまだ完成域に達しておらず、一方M-107Aの完成したときにはYak-1の生産はとっくに終了していた。M-107Aは、Yak-1の直系の子孫であるYak-9Pに搭載され、この機体は最後のレシプロ・ヤク戦闘機となった。
Yak-1M M-105PF2（Як-1М М-105ПФ2）
M-107A搭載型の開発が軌道に乗らなかったため、従来のM-105エンジンの発展型を搭載する機体の開発も行われた。M-105PF搭載型のYak-1Mの試験の結果必要とされた変更が施された機体は、1943年9月17日に完成した。尾翼の改設計が行われ、機首も変更された。エンジンは、新たに開発されたM-105PF2に変更された。その後、プロペラはVISh-105SV-01に変更された。このYak-1Mは、別名「ドゥブリョール」(«Дублер»)、つまり「代役」と渾名された。「代役」は、工場試験と国家試験を好成績で通過して新たにYak-3の制式名称で量産に移されることとなった。「代役」はYak-1と比べて250 kgもの軽量化に成功しており、低・中高度における高い格闘性能と十分な速度性能を誇った。よく似た機体であるYak-9とYak-3であるが、直接の元になった機体がYak-7とYak-1Mと異なることから機体構造が外見上も異なっている。Yak-3は、Yak-1の直接の子孫と呼ぶべき機体であった。オレーク・コンスタンチーノヴィチ・アントーノフの手により開発されたこの戦闘機は、それまでソ連機に分の悪かった低高度においてドイツ軍戦闘機相手に優位に戦闘を展開でき、La-5FNやLa-7と並んで二次大戦におけるソ連戦闘機の決定版と呼ばれるようになった。一方、戦後になってようやくVK-107A(M-107Aから改称されていた)を搭載する「本命」のYak-3が完成されたが、VK-107Aは結局Yak-3の機体構造と相性が悪く、「本命」は少数が量産・配備されたに留まった。姉妹機であるYak-9Pが、主力戦闘機の座を占めることになった。
※Yak-1の派生型の名称は資料によってまちまちであり、ここでいうYak-1BをYak-1Mと紹介するものもある。これは、Yak-1の派生型を区別する名称が後付けで決められたことに由来すると考えられる。特に、Yak-1Bの名称は当時の正式なものというわけではない。機体構造は生産ラインによってまちまちであり、一括して形式分けが難しいというのが二次大戦時のソ連機の実情である。形式分けとは規格の統一のことにほかならず、運用側としては機体規格の統一は必要な課題であったが、それは国土上での戦争という国内の混乱事情により不可能であった。このような事例は、敵国ドイツでも見られる。なお、そのほかのエンジン名を付けた名称も便宜的なもので、それらの試験機に固有の正式名称が付けられていたということは勿論ない。

## スペック

### I-26-2
- 初飛行：1940年
- 翼幅：10.00 m
- 全長：8.48 m
- 翼面積：17.15 m2
- 空虚重量：2318 kg
- 通常離陸重量：2803 kg
- 発動機：M-105P (М-105П) 液冷エンジン ×1
- 出力：1050 馬力
- 最高速度（地表高度）：490 km/h
- 最高速度：586 km/h
- 実用航続距離：700 km
- 上昇力：833 m/min
- 実用飛行上限高度：10200 m
- 乗員：1 名
- 武装：20 mm機関砲ShVAK (ШВАК) ×1（弾数130発）、7.62 mm機銃ShKAS(ШКАС) ×4

### Yak-1
- 初飛行：1941年
- 翼幅：10.00 m
- 全長：8.48 m
- 翼面積：17.15 m2
- 空虚重量：2445 kg
- 通常離陸重量：2950 kg

Yak-1

- 発動機：M-105PA(М-105ПА)液冷エンジン ×1
- 出力：1050 馬力
- 最高速度（地表高度）：472 km/h
- 最高速度：569 km/h
- 実用航続距離：650 km
- 上昇力：877 m/min
- 実用飛行上限高度：10000 m
- 乗員：1 名
- 武装：20 mm機関砲ShVAK (ШВАК) ×1、7.62 mm機銃ShKAS (ШКАС) ×2

### Yak-1(冬季仕様)
- 初飛行：1941年
- 翼幅：10.00 m
- 全長：8.48 m
- 翼面積：17.15 m2
- 空虚重量：2475 kg
- 通常離陸重量：2930 kg
- 発動機：M-105PA(М-105ПА) 液冷エンジン ×1
- 出力：1050 馬力
- 最高速度（地表高度）：437 km/h
- 最高速度：528 km/h
- 実用航続距離：760 km
- 上昇力：806 m/min
- 実用飛行上限高度：10400 m
- 乗員：1 名
- 武装：20 mm機関砲ShVAK (ШВАК) ×1、7.62 mm機銃ShKAS (ШКАС) ×2、その他RS-82ロケット弾用牽引架 ×6 を装備可能

### Yak-1B
- 初飛行：1942年
- 翼幅：10.00 m
- 全長：8.48 m
- 翼面積：17.15 m2
- 空虚重量：2394 kg
- 通常離陸重量：2883 kg
- 発動機：M-105PF(М-105ПФ) 液冷エンジン ×1
- 出力：1180 馬力
- 最高速度（地表高度）：531 km/h
- 最高速度：592 km/h
- 実用航続距離：700 km
- 上昇力：926 m/min
- 実用飛行上限高度：10050 m
- 乗員：1 名
- 武装：20 mm機関砲ShVAK (ШВАК) ×1、12.7 mm機銃UB (УБ) ×1

### Yak-1M
- 初飛行：1943年
- 翼幅：9.20 m
- 全長：8.60 m
- 翼面積：14.85 m2
- 空虚重量：2133 kg
- 通常離陸重量：2655 kg
- 発動機：M-105PF(М-105ПФ) 液冷エンジン ×1
- 出力：1180 馬力
- 最高速度（地表高度）：545 km/h
- 最高速度：632 km/h
- 実用航続距離：585 km
- 上昇力：1220 m/min
- 実用飛行上限高度：10700 m
- 乗員：1 名
- 武装：20 mm機関砲ShVAK (ШВАК) ×1、12.7 mm機銃UB (УБ) ×1

## 運用国
ソ連
赤色空軍
赤色海軍航空隊
 自由フランス
飛行隊 (ソ連における)
 ポーランド
飛行隊 (ソ連における)
 ユーゴスラヴィア
ユーゴスラビア空軍及び防空軍